# Otira canasta
Otira canasta là một loài nhện trong họ Amaurobiidae.
Loài này thuộc chi Otira. Otira canasta được miêu tả năm 1973 bởi Raymond Robert Forster & Wilton.